# 丹妮拉·碧安琪
丹妮拉·碧安琪（英語：Daniela Bianchi，1942年1月31日—），出生於義大利羅馬，為義大利籍的好萊塢女演員。1960年義大利小姐冠軍和該年的環球小姐的亞軍，1963年因演出《第七號情報員續集》而受到矚目。1970年，與熱內亞航運巨頭Alberto Cameli步入婚姻後息影，育有一子Filippo。2018年，喪夫。

## 電影作品
- 《不幸時刻》(1958)
- 《Les Démons de minuit》(1961)
- 《Una domenica d'estate》(1962)
- 《La spada del Cid》(1962)
- 《第七號情報員續集》 (1963)
- 《俠醫》 (1964)
- 《老虎愛吃鲜肉》 (1964)
- 《Slalom》(1965)
- 《週末夫妻》 (1966)
- 《Balearic Caper》(1966)
- 《特別女專員》 (1966)
- 《黑殺星》(1966)
- 《由你而死》(1967)
- 《天雷箭》(1967)
- 《骯髒的英雄》(1967)
- 《最後的機會》(1968)
- 《Noi non siamo come James Bond》(2012)

## 外部連結
- 丹妮拉·碧安琪在互联网电影资料库（IMDb）上的資料（英文）
- 在AllMovie上丹妮拉·碧安琪的頁面（英文）